# Аудріс Юозас Бачкіс
Аудріс Юозас Бачкіс (лит. Audrys Juozas Bačkis; нар. 1 лютого 1937, Каунас) — литовський кардинал і ватиканський дипломат. Титулярний єпископ Мети з персональним титулом архієпископа з 5 серпня 1988 по 24 грудня 1991 року. Апостольський нунцій в Нідерландах з 5 серпня 1988 по 24 грудня 1991 року архієпископ Вільнюса з 24 грудня 1991 по 5 квітня 2013. Голова конференції католицьких єпископів Литви з 15 жовтня 1993 по 3 листопада 1999 і з 20 вересня 2002 по 20 вересня 2005 року. З 3 листопада 1999 по 20 вересня 2002 і з 20 вересня 2005 віце-голова конференції католицьких єпископів Литви. Кардинал-священик з титулом церкви Natività di Nostro Signore Gesù Cristo a Via Gallia з 21 лютого 2001.

## Ранні роки
Народився 1 лютого 1937 року в Каунасі в сім'ї литовського дипломата Стасіса Антанаса Бачкіса і вчительки Они Бачкіене. Оскільки в 1938 його батько Стасіс Бачкіс був призначений у посольство Литви у Франції, то після приєднання Литви до СРСР у 1940 році сім'я переїхала на Захід. Після Другої світової війни сім'я залишилася у Франції.
У 1955 році здобув середню освіту в інституті Сен-Марі-де-Монсо і вступив до семінарії Сен-Сюльпіс в Іссі-ле-Муліно, де вивчав філософію. Отримав богословську освіту в Папському Григоріанському університеті в Римі.
Крім рідної литовської мови, володіє італійською, англійською і французькою.

## Священик і папський дипломат
18 березня 1961 року з рук кардинала Луїджі Тралья генерального вікарія Риму отримав священичі свячення.
Протягом деякого часу працював у США, забезпечуючи душпастирську опіку литовської громади. Після цього повернувся до Риму і поступив у Папську Церковну академію. Одночасно вивчав церковне право в Папському Латеранському університеті і отримав ступінь доктора канонічного права.
У 1964 році закінчив навчання і вступив на дипломатичну службу Святого Престолу. Був секретарем Апостольської нунціатури на Філіппінах (1964—1965), секретарем Апостольської нунціатури в Коста-Риці (1965—1967), секретарем Апостольської нунціатури в Туреччині (1967—1970), секретарем Апостольської нунціатури в Нігерії (1970—1973). Таємний камергер Його Святості 26 червня 1965 роки (титул замінений на Капелан Його Святості в 1968 році).
У 1973 році призначений на роботу в Державний секретаріат Ватикану, служив у Раді громадських справ Церкви. Займався питаннями міжнародних організацій, миру і роззброєння. У 1975 році він був членом делегації Святого Престолу на конференції ООН у Відні. З 1979 році заступник секретаря Ради громадських справ Церкви, отримав титул Почесний прелат Його Святості.

## Єпископ і нунцій
5 серпня 1988 року обраний титулярним єпископом Мети, з персональним титулом архієпископа (займав посаду до 24 грудня 1991 року) і призначений про-нунцієм в Нідерландах. Єпископська хіротонія відбулася 4 жовтня 1988 року в Соборі Святого Петра у Ватикані. Головним святителем був папа Іван Павло II, а співсвятителями — кардинал Акілле Сільвестріні, префект Верховного Трибуналу Апостольської сигнатури і титулярний єпископ Егнації Юозас Прайксас, апостольський адміністратор Каунаса.
24 грудня 1991 року папа Іван Павло II заснував Вільнюську церковну провінцію і призначив Аудріса Бачкіса архієпископом-митрополитом Вільнюським.
Голова конференції католицьких єпископів Литви (15 жовтня 1993 — 3 листопада 1999, 20 вересня 2002 — 20 вересень 2005). З 3 листопада 1999 року по 20 вересня 2002 року і з 20 вересня 2005 року — віце-голова конференції католицьких єпископів Литви.
5 квітня 2013 папа Франциск прийняв зречення кардинала Бачкіса з уряду Вільнюського архієпископа.

## Кардинал
З 21 лютого 2001 кардинал-священик з титулом церкви Natività di Nostro Signore Gesù Cristo a Via Gallia.
Бачкіс був одним з кардиналів-виборців, які брали участь в Папському конклаві 2005 року, який обрав папу Бенедикта XVI і Папському конклаві 2013 року, на якому було обрано папу Франциска.
У 2004 році Бачкіс прийняв неоднозначне рішення про перенесення «Образу Божого Милосердя» (1934 рік) Евгеніуша Казимировського з церкви, яка використовується польськими вірними Вільнюса (церква Святого Духа), в менш відому церкву Святої Трійці. Це викликало протести серед вірних і було потрактовано як антипольський акт.
15 червня 2013 папа Франциск призначив його своїм спеціальним посланцем на урочистостях з нагоди 1025-річчя хрещення Русі, які відбулися в Києві 17-18 серпня 2013 року.

## Нагороди
- Кавалер Великого хреста ордена Вітовта Великого (3 лютого 2003)
- Великий командор ордена Великого князя Литовського Гедиміна (11 лютого 2000)
- Командор ордена Заслуг (Норвегія, 1997)
- Великий офіцер ордена «За заслуги перед Італійською Республікою» (4 жовтня 1985)[3]
- Великий офіцер ордена Христа (Португалія, 9 вересня 1981)
- Зірка литовської дипломатії (Міністерство закордонних справ Литви, 2011)[4]